# Furious Jumper
Furious Jumper, de son vrai nom Alexandre Poittevin, né le 9 juillet 1991 à Compiègne (Oise) est un vidéaste web français et spécialisé dans la création de contenu autour des jeux vidéo Minecraft et Roblox.

## Biographie
Alexandre Poittevin naît le 9 juillet 1991 à Compiègne (Oise). Il se lance sur YouTube en 2013 avec une vidéo humoristique, une reprise de la chanson Ce matin va être une pure soirée de Fatal Bazooka, qui atteint 200 000 vues,. Il choisit par la suite de produire du contenu sur le jeu vidéo Minecraft, en publiant des vidéos centrées sur les mods et en testant des cartes créées par d'autres joueurs. Avec plusieurs millions d’abonnés, il s’impose comme une figure majeure des communautés Minecraft et Roblox francophone.  Il est notamment élu « meilleur youtubeur Minecraft » et troisième youtubeur francophone consacré aux jeux vidéo.
Au fil de ses vidéos, Furious Jumper introduit une mascotte appelée « le cochon Ted », qui devient une figure importante de ses contenus et apparaît dans plusieurs de ses vidéos, telles que Ted a été kidnappé, Ted doit survivre ou Combien faut-il de TNT pour exploser Ted ?. Il collabore régulièrement avec des amis vidéastes. En dehors de Minecraft, il explore d’autres jeux comme ARK: Survival Evolved, Roblox, Subnautica Below Zero, Fortniteet No Man’s Sky, en publiant jusqu'à plusieurs vidéos par semaine.
Dans les années 2020, Furious Jumper collabore avec les artistes Jean-Christophe Derrien, Olivier Gay et Emmanuel Nhieu pour créer une bande dessinée de plusieurs tomes destinée au jeune public,. L’histoire suit le parcours d’un abonné qui projette le héros et son cochon Ted dans un jeu vidéo,.

## Polémique
En novembre 2023, Furious Jumper fait l’objet d’accusations de plagiat sur les réseaux sociaux. Les critiques portent sur la similitude de ses miniatures avec celles de créateurs internationaux, comme MrBeast, et sur des titres traduits littéralement via des outils automatisés. Cette affaire suscite des réactions partagées parmi les internautes : certains dénoncent un manque de créativité, tandis que d’autres jugent ces pratiques courantes sur YouTube. La plateforme invite les utilisateurs à signaler ces contenus, bien que les sanctions réelles restent rares.

### Bande dessinée
- Alexandre Poitevin, Jean-Christophe Derrien et Emmanuel Nhieu, Furious Jumper T01: La Vidéo de tous les dangers, Soleil, 2022, 45 p. (ISBN 978-2302093041)